# 도요다촌 (지바현 조세이군)
도요다촌(豊田村)은 지바현 조세이군에 일찍이 존재했던 촌이다. 현재의 모바라시 중부에 해당한다.

## 역사
- 1889년 4월 1일 - 정촌제 시행에 의해 나가레군 도요다촌이 성립하였다.
- 1899년 4월 1일 - 나가레군이 폐지되어 조세이군이 되었다.
- 1952년 4월 1일 - 조세이군 모바라정, 도고촌, 니노미야혼고촌, 쓰루에촌, 고고촌과 합병해 모바라시가 신설되어 동일 도요다촌은 폐지되었다.

## 교통

### 철도
- 일본국유철도(현 JR동일본)
  - 도가네 선

### 도로
- 현재의 국도 128호선 (합병후 1953년에 제정)